# Kloster St. Avgin

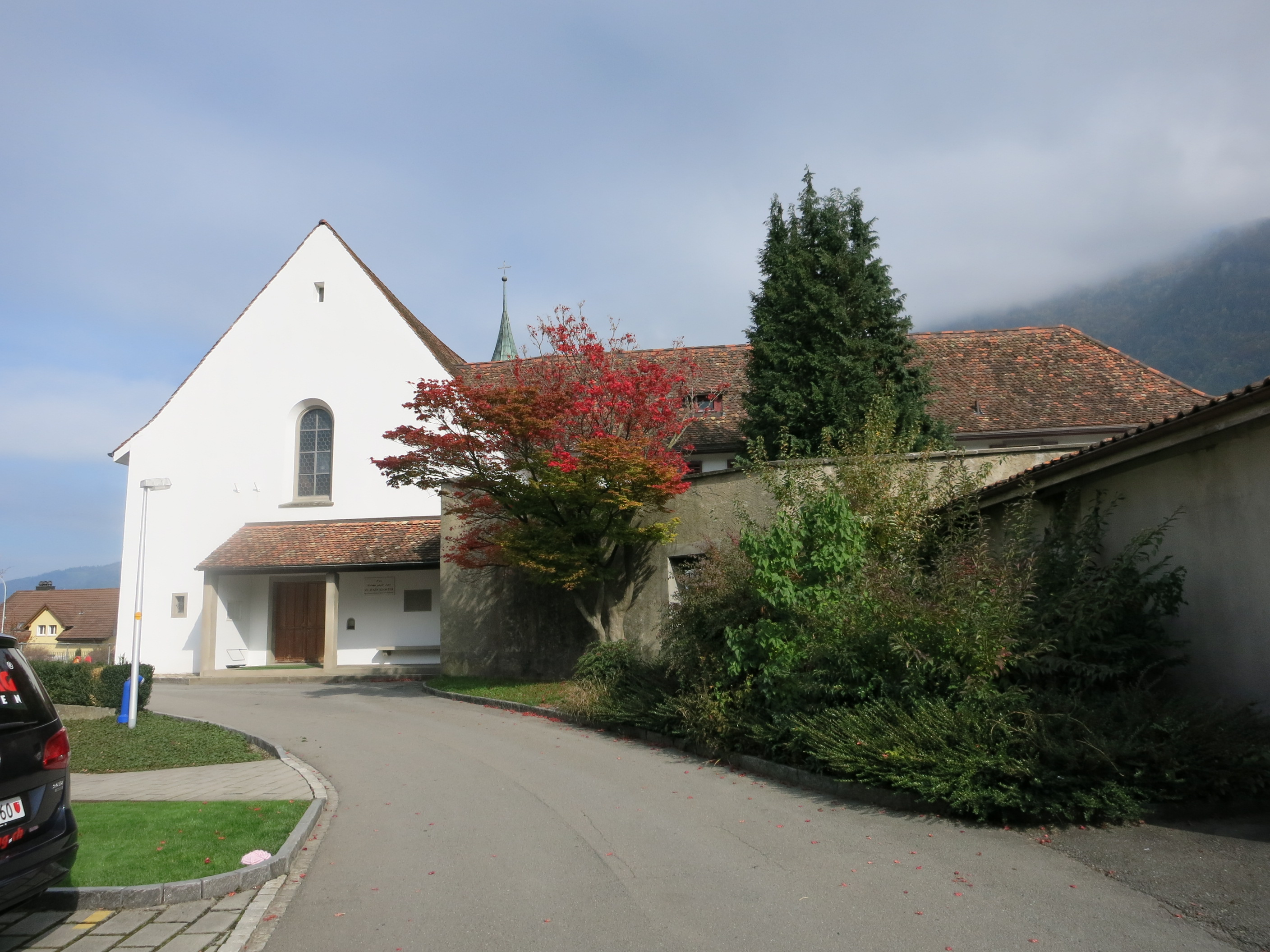
Das Kloster in Arth

Das Kloster St. Avgin (Mor Augin) ist ein Kloster und Bischofssitz der Syrisch-Orthodoxen Kirche von Antiochien in Arth im Schweizer Kanton Schwyz. Es ist ein religiöses Zentrum für die Suryoye (auch bekannt als Assyrer oder Aramäer) in der Schweiz. Die Anlage gehörte von 1682 bis 1996 als Kloster St. Zeno dem Kapuzinerorden.

## Geschichte

### Kapelle und Kapuzinerkloster
Am Standort des Klosters bestand ab dem 13. Jahrhundert die Kapelle St. Zeno. Trotz der Nähe zur Arther Pfarrkirche St. Georg und Zeno wurde sie weiter genutzt. In der ersten Hälfte des 17. Jahrhunderts wurde ein neuer Altar geweiht.
Als Reaktion auf den Nikodemitenhandel von 1655 und den Konflikten mit den Reformierten, die zum Ersten Villmergerkrieg (1656) führten, wurden die Kapuziner vom Land Schwyz nach Arth berufen. Sie sollten den alten Glauben stärken und so auch die staatliche Macht stützen. Der Orden durfte neben der Kapelle ein Hospiz betreiben und sie 1667 ein erstes Mal vergrössern.
Ab 1680 wurden unter der Leitung von Pater Marquard Imfeld die Klostergebäude angebaut. Der Konvent wurde der Kustodie Luzern der schweizerischen Kapuzinerprovinz zugeschlagen.

### Syrisch-orthodoxes Kloster
1996 gab der Kapuzinerorden sein Kloster auf und konnte es zu einem symbolischen Preis an die syrisch-orthodoxe Kirche von Antiochien verkaufen. Wie ein altes Kloster im Tur Abdin ist die Anlage in Arth nun dem syrisch-orthodoxen Heiligen Mor Avgin (Eugen) geweiht. Bei der Weihe am 25. Mai 1996 nahm der syrisch-orthodoxe Patriarch von Antiochia, Ignatius Zakka I. Iwas, teil.
Es finden Gottesdienste in aramäischer Sprache statt. Eine Vereinbarung mit der römisch-katholischen Kirche ermöglicht die gegenseitige Anerkennung der Sakramente. Auch ökumenische Gottesdienste finden jährlich statt. Der im Kloster residierende Erzbischof Mor Dionysios Isa Gürbüz ist Vorsteher der syrisch-orthodoxen Diözese der Schweiz und Österreich. Ausserdem wohnen zwei Nonnen sowie zwei bis drei Mönche ständig im Anwesen, das auch Ferienlager für Jugendliche und Seminarteilnehmer empfängt.
Bei der Übernahme 1996 war die Baustruktur der Anlage intakt, doch die Infrastruktur war in schlechtem Zustand. Die Antioch-Stiftung verständigte sich mit der kantonalen Denkmalpflege auf eine umfassende Sanierung, welche 2009 mit dem ersten von drei Abschnitten begonnen wurde.